# 成锡庆
成锡庆（？—？），湖北人，清朝政治人物。舉人出身。
道光九年，接替陳經。擔任江蘇宜興縣知縣。后由景壽春接任。成锡庆曾于1836年接替杨本初任奉贤县知县一职，1837年由景昌接任。